# Роберт МакКріді Мей
Роберт МакКреді Мей, барон Мей Оксфордський (англ. Robert May, Baron May of Oxford, 8 січня 1936 – 28 квітня 2020) — австралійський вчений, був головним науковим радником уряду Великобританії, президентом Королівського товариства та професор Сіднейського та Прінстонського університетів. Обіймав спільну посаду професора в Оксфордському університеті та Імперському коледжі Лондона. Також був членом палати лордів з 2001 року до свого виходу на пенсію в 2017 році.
Мей був членом коледжу Мертон в Оксфорді та призначеним членом ради Британської наукової асоціації. Також був членом консультативної ради Кампанії за науку та техніку.